# Zielony Krzyż (Polska)
Zielony Krzyż – konspiracyjna służba sanitarna działająca w okresie II wojny światowej.
Zielony Krzyż powstał jako służba sanitarna powołana do opieki nad rannymi i chorymi żołnierzami Batalionów Chłopskich oraz ludnością cywilną. Założony został w 1942 w ramach Ludowego Związku Kobiet. Zielony Krzyż liczył około 8 000 członków. Jesienią 1943 został podporządkowany szefowi oddziału sanitarnego Komendy Głównej Batalionów Chłopskich. W województwach utworzono inspektoraty, a w powiatach oddziały złożone z 3 do 5 sióstr.
Organizatorem i przewodniczącym Zielonego Krzyża był Henryk Gnoiński.